# Toen ik uit de lucht viel
Toen ik uit de lucht viel (Nederlandse vertaling van Als ich vom Himmel fiel: wie mir der Dschungel mein Leben zurückgab) is een non-fictie boek geschreven door de Duits/Peruaanse bioloog Juliane Koepcke. Het is een autobiografie die aan de hand van een reis die zij (waarschijnlijk) in 2010 maakt door Peru en terugkijkt naar hoe zij in 1971 als enige het vliegtuigongeluk met LANSA-vlucht 508 overleefde en hoe ze zich daarna ontwikkelde tot bioloog en het door haar ouders gestarte onderzoekstation Panguana, in het regenwoud van het Peruaanse deel van het Amazonegebied uitbreidde en tot officieel natuurreservaat maakte.

## Haar jeugdjaren
De autobiografie heeft qua tijdlijn een ingewikkelde structuur. In het eerste hoofdstuk legt ze uit dat ze niet bang is om in een vliegtuig te stappen, ondanks het feit dat ze de enige overlevende van het neerstorten van een lijnvliegtuig was. Over dit ongeluk is al veel geschreven en er zijn twee films van gemaakt, nu, na 40 jaar wil ze haar eigen verhaal kwijt. In de eerste vijf hoofdstukken beschrijft ze haar jeugdjaren voorafgaand aan de vliegramp. Ze werd geboren als Juliane Koepcke in Lima in Peru op 10 oktober 1954. Haar ouders waren beide bioloog. Haar moeder, Maria Koepcke (geboren Maria von Mikulicz-Radecki) was een bekende ornitholoog en haar vader, Hans-Wilhelm Koepcke was ecoloog. In hoofdstuk drie beschrijft ze uitgebreid hoe haar vader in Peru terecht kwam.
Juliane bezocht pas in 1960 voor het eerst Duitsland. Tot 1968 zat ze in Lima op school (de Duits/Peruaanse Alexander-von-Humoldtschool) en woonde toen met haar ouders in het district Miraflores van de provincie Lima. Toen haar ouders in 1968 het particulier natuurreservaat Panguana stichtten in het Peruaanse Amazonegebied en daarheen verhuisden met het gezin, kreeg ze deels onderwijs in Lima en deels bij haar ouders in het oerwoud. Eerst miste ze haar schoolvriendinnen en de stadse genoegens in Lima, maar al snel leerde ze het leven in het regenwoud waarderen. Daarvoor ging het gezin al vaak op kampeervakanties in allerlei afgelegen streken in de Peruaanse Andes en het Amazonegebied. In deze hoofdstukken komt ze zo nu en dan terug op haar ervaringen tijdens een reis naar en door Peru die ze waarschijnlijk in 2010 maakte. Dat jaartal noemt ze niet expliciet, maar dat blijkt uit foto's in het boek en indirect uit het relaas.

## De vliegramp en de nasleep

### Het neerstorten
Vanaf hoofdstuk zes vertelt ze over de vliegramp en de nasleep. Het begon op 24 december 1971 toen ze met haar moeder van Lima richting Pucallpa met LANSA-vlucht 508 reisde. Het vliegtuig stortte neer in het regenwoud en de wrakstukken en slachtoffers bleven dagenlang onvindbaar ondanks uitgebreide zoekacties. Ze geeft commentaar op de vele theorieën die de ronde deden over de mogelijkheid dat zij een val van 3000 meter kon overleven. Ze schrijft dat ze zich herinnerde dat het vliegtuig loodrecht naar beneden dook en dat toen nog het gebrul van de motoren en het gegil van medepassagiers hoorbaar was. Daarna was het opeens stil om haar heen, maar toen zat ze nog vastgegespt aan haar stoel. Tijdens de val verloor ze het bewustzijn, maar kennelijk waren er momenten dat het bewustzijn korte tijd terugkwam. Ze herinnerde zich dat ze viel en dat het groen van het oerwoud draaiend in kringen op haar af kwam en dat de stoelgordel pijnlijk diep in haar buik sneed. Daarna was ze 20 uur lang buiten bewustzijn. Haar volgende herinnering was dat ze zich ontzettend vies, doorweekt voelde en op de bosbodem lag. Ze zag de zon door de boomkronen schijnen en voelde zich verschrikkelijk eenzaam. Ze noemt in haar boek drie theorieën waarvan ze denkt dat die in combinatie de meest waarschijnlijke verklaring gaven voor haar zachte landing. Mogelijk waren er in de onweersbui sterke opwaartse luchtstromingen die de val remden. Mogelijk liep een breuk, door de explosie, dwars door de driezitsbank en werd zijn met de hele bank gescheiden van haar moeder en een lijvige medepassagier die naast haar zaten. En mogelijk raakte die bank in een soort tollende beweging, die ze vergelijkt met de vleugel van een esdoornzaadje, waardoor haar val werd geremd. Ten slotte moet ze het geluk gehad hebben dat de stoelen haar val braken in een met lianen overwoekerde boomkroon, terwijl zij er toen bovenop zat en daarna pas ervan werd afgeslingerd. Ze hoorde later van bergers dat er relatief onbeschadigde driezitsbanken in dat soort boomkronen waren gevonden.

### Overleven in het oerwoud
Haar verwondingen vielen mee, ze had een grote diepe snijwond op haar linkerkuit, een kleine diepe wond op haar bovenarm, een gezwollen oog, een gebroken sleutelbeen en ze was haar bril kwijt, terwijl ze sterk bijziend is. Bovendien had ze een hersenschudding. Haar wonden bloedden echter niet. Pas later bleek dat ook een kruisband in het kniegewricht was gescheurd. Verder had ze alleen een kort jurkje aan en nog maar één sandaal aan haar voet. Die ene sandaal hield ze aan, dat gaf haar bescherming bij het waden door stromend water, waarvan ze wist dat die bevolkt konden zijn door dodelijk stekende zoetwaterroggen.

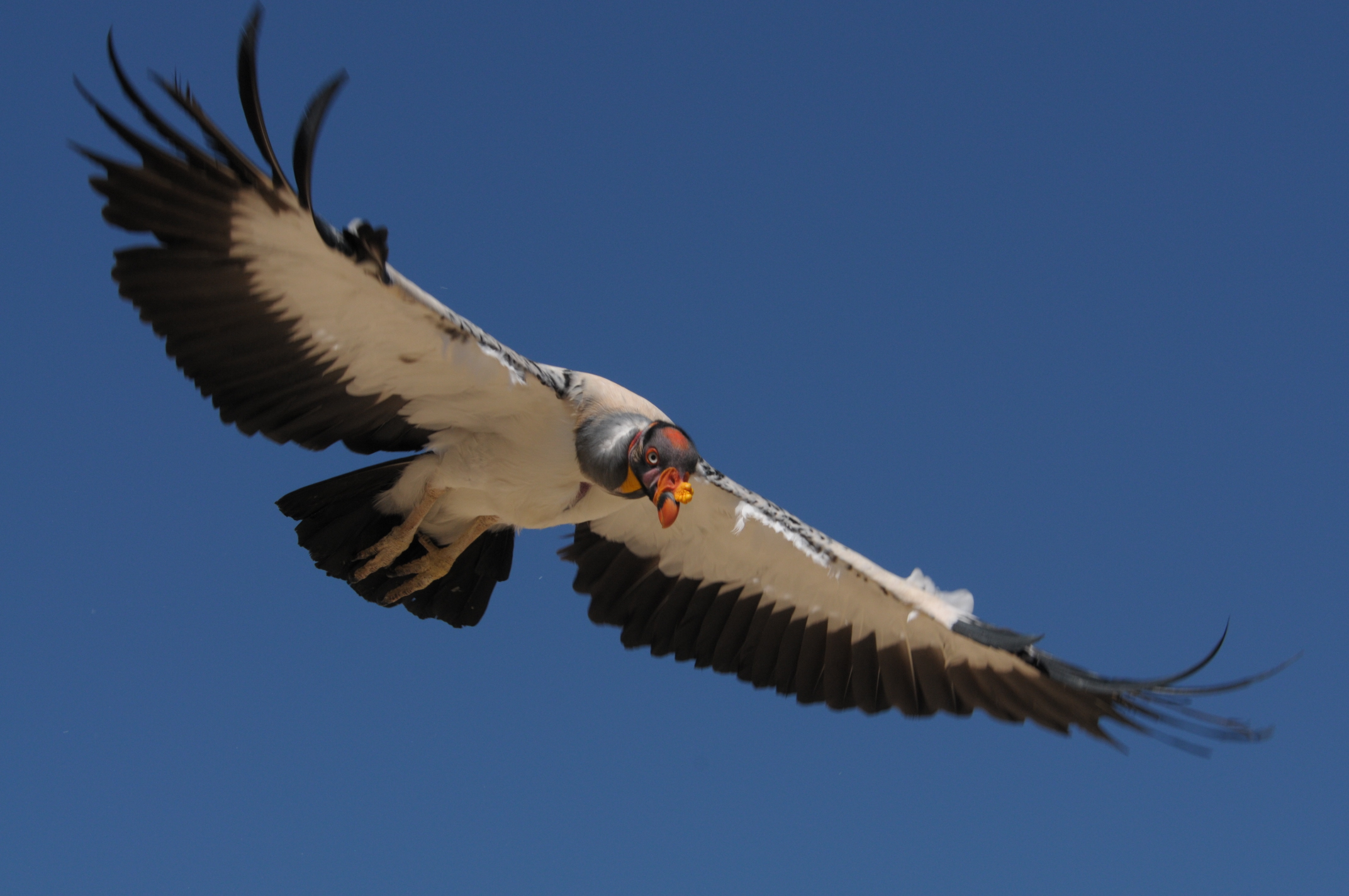
Vliegende koningsgier

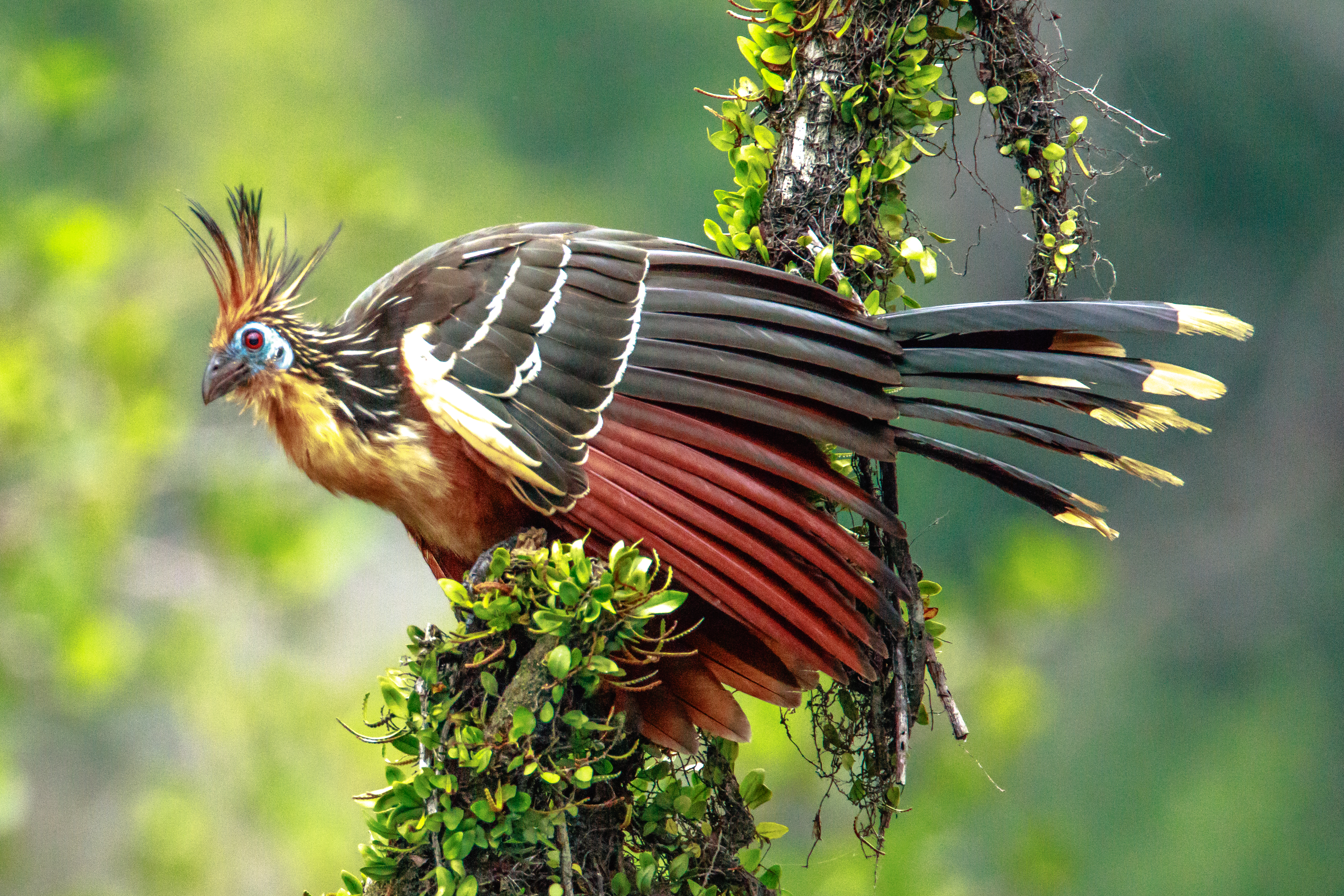
Een hoatzin

Achteraf bleek dat ze zich op 50 kilometer afstand bevond van het onderzoekstation dat haar ouders hadden gesticht. Van haar ouders had ze geleerd welke gevaren er scholen in het oerwoud en daarom was ze vertrouwd met het bos. Toen ze een bron ontdekte waaruit een beek ontstond, wist ze onmiddellijk dat zij deze beek stroomafwaarts moest blijven volgen. Van haar vader had ze geleerd dat stroomafwaarts altijd de kans groter werd om een menselijke nederzetting aan te treffen. Ze bleef nog een dag in de buurt van waar ze viel en zocht tevergeefs naar brokstukken of overlevenden, maar zag of hoorde niets. Ze hoorde alleen de haar vertrouwde geluiden van het regenwoud. Ze vond wel een zakje bonbons, dat werd het enige voedsel dat ze at. Er waren geen vruchten in het bos omdat het regentijd was en het ontbrak haar aan gereedschap om eetbare knollen te vinden, bovendien werd ze gehinderd door slecht zicht. Na vier dagen lopen zag ze koningsgieren vliegen. In het Peruaans heten die condors van het woud, deze Zuid-Amerikaanse gieren vinden aas in het bos, onder boomkronen dankzij hun reukzin of door te letten op kleinere soorten gieren met een nog betere reukzin. Toen pas zag ze de eerste (en enige) andere slachtoffers van de ramp. Drie dode lichamen in een driezitsbank die door de val diep in de bosbodem waren doorgedrongen, ze kon alleen de omhoogstekende benen zien, twee mannen en een vrouw met gelakte teennagels. Verder eromheen lagen wat resten metaal.
Tijdens haar vijfde of zesde dag langs de beek, hoorde ze de roep van hoatzins. Toen wist ze dat ze in de buurt van een breder water was gekomen, het typische leefgebied van deze bijzondere vogels. Die rivier was (bleek achteraf) de bovenloop van de Río Shebonya, die was daar ongeveer tien meter breed. De rivier lag daar nog vol met boomstammen en de plaats waar het beekje dat ze volgde uitkwam op de rivier was dicht begroeid. Het kostte haar grote moeite om met slecht zicht en zonder kapmes bij de rivier te komen, maar het lukte haar. Al die dagen zocht ze voor het donker werd een beschutte plaats, vaak een zand- of kiezelbank bij het water met dekking in de rug. Slapen kon ze nauwelijks, de nachtelijke uren waren een verschrikking voor haar. Ze werd aan alle kanten gestoken door muggen en in haar wonden krioelden maden, de larven van de schroefwormvlieg. Enerzijds een zeer pijnlijke gewaarwording, maar anderzijds voorkwamen deze larven verdere infecties. De laatste dagen liet ze zich meedrijven met de stroom (maar niet per vlot zoals later in kranten stond). Na tien dagen zo voorzichtig lopen, waden en meedrijven, zag ze op 2 januari 1972 een boot en een hutje langs de oever. Het duurde nog een nacht en een dagdeel voor iemand kwam opdagen. Ze gebruikte de benzine uit de buitenboordmotor om de vliegenmaden uit haar wonden te verwijderen. Dit had ze van haar vader geleerd toen hun herdershond was geïnfecteerd door deze insecten. Die nacht kon ze voor het eerst na tien dagen ongestoord door muggen, onder een zeildoek slapen. De volgende dag tegen de avondschemering kwamen drie houthakkers naar hun boot en vonden haar. De daarop volgende morgen werd ze zo snel mogelijk naar het plaatsje Tournavista gebracht waar een medische hulppost was.

### Rommelige publiciteit

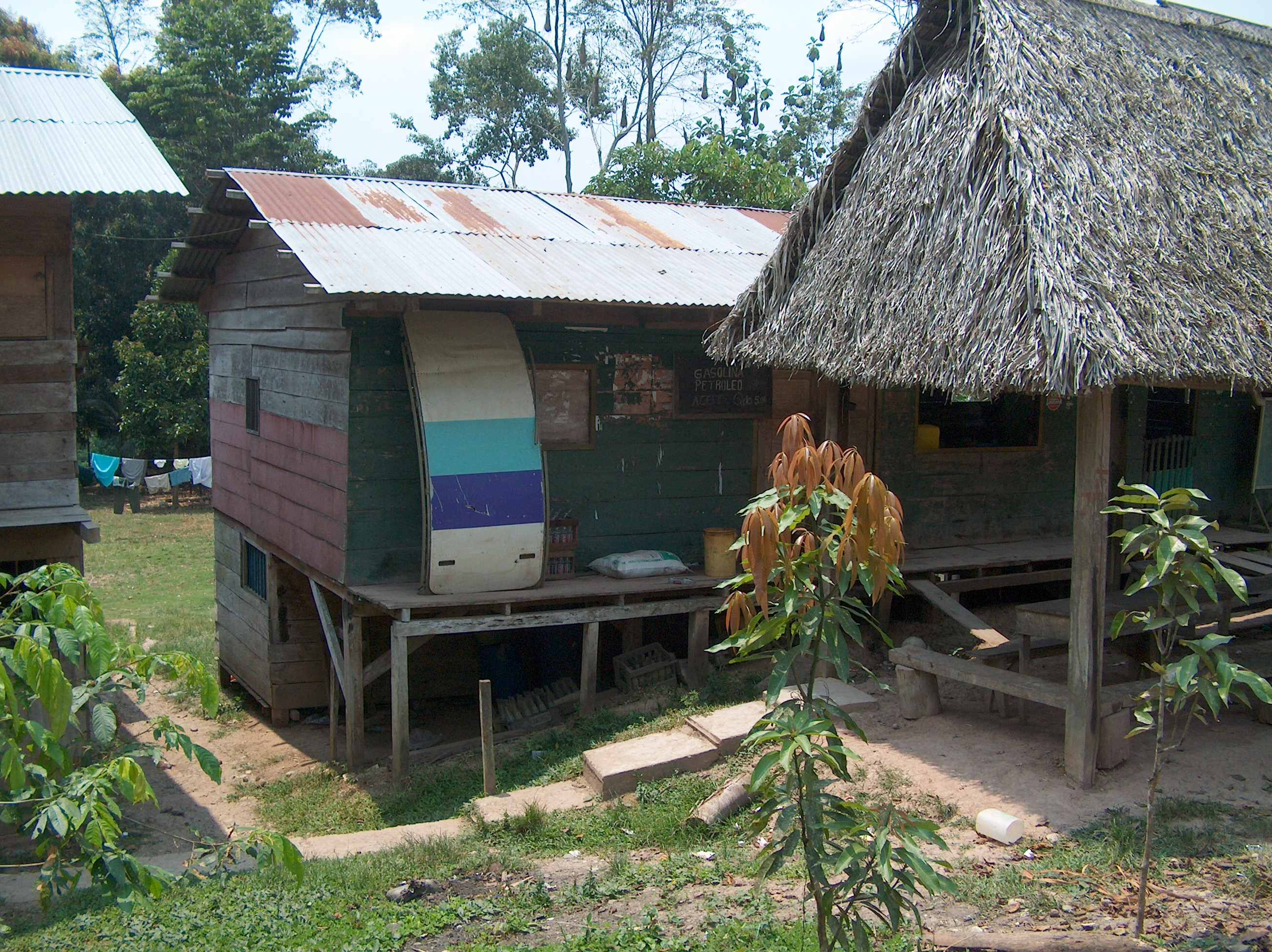
Een deur van LANSA-vlucht 508 verwerkt in huis van nederzetting in het bosgebied

Totdat bekend werd dat zij een overlevende van de vliegramp was, hadden uitgebreide zoekacties nog niets opgeleverd. De wrakstukken en slachtoffers lagen over een groot gebied verspreid en pas na Julianes aanwijzingen kon effectief aan een bergingsoperaties worden begonnen. Juliane werd op een halfslachtige manier afgeschermd van de publiciteit. Haar vader sloot met het weekblad Stern een overeenkomst af die het blad het exclusieve recht op haar verhaal gaf. Toch werd ze kort daarna en in de daarop volgende jaren voortdurend belaagd door journalisten.
In het boek geeft ze tal van voorbeelden van onzin die in die periode over haar avontuur werden gepubliceerd. Illustratief daarvoor zijn de berichten uit niet als sensatiekranten bekend staande Nederlandse dagbladen, die volgens opgave afkomstig waren van internationale persbureaus AP en Reuter. NRC Handelsblad van woensdag 5 januari 1972 schreef op de voorpagina onder de kop Meisje overleeft vliegramp en jungle dat (ze) Over de identiteit van het meisje bestaat nog geen zekerheid. Volgens sommige berichten is ze een Westduits meisje, terwijl anderen haar een Peruaanse van Duitse afkomst noemen. Haar naam zou Juliana Heckler zijn. Verderop staat (ze) ...heeft gezegd dat zij bij de ramp bewusteloos raakte en bijkwam toen zij haast bedolven was onder de lichamen van andere passagiers. Nauwkeuriger was het katholieke dagblad De Tijd op diezelfde dag onder de kop Meisje overleeft vliegramp Peru op de voorpagina stonden wel haar juiste naam en de naam van haar moeder in haar hoedanigheid als vogelkundige, maar onterecht werd melding gemaakt van dat (ze) .....zich na de ramp uit het wrak (kon) bevrijden.
In 1974 maakte de Italiaanse regisseur Giuseppe Maria Scotese een speelfilm over het gebeuren. Juliane herkende zich totaal niet in de film en schrijft in haar autobiografie dat de film verliesgevend was. Over de documentaire Julianes Sturz in den Dschungel, die ze in 1998 samen met Werner Herzog maakt, is ze wel zeer enthousiast. Die heeft haar gestimuleerd om dit autobiografische boek te schrijven.

## Haar leven na de ramp

### Studeren in Duitsland
In de hoofdstukken zes tot en met 14 ging het voornamelijk over de vliegramp en de nasleep. Vanaf hoofdstuk 15 beschrijft ze wat er verder in haar leven gebeurde. Tegen haar wil zond haar vader haar na de ramp naar Duitsland, waar ze in Kiel onderdak vond bij een tante, de zuster van haar vader. Deze tante had in de jaren 1950 ook een paar jaar in Lima gewoond en gewerkt als journalist bij een Duitstalige krant. Na een paar weken verpleging was ze weer helemaal gezond en begon in september aan haar Abitur (opleiding voor eindexamen Gymnasium, vereist voor universitaire studie). In 1974 verliet haar vader Panguana en accepteerde een docentschap aan de Universiteit van Hamburg. In datzelfde jaar ging hij met zijn dochter naar het International Ornithological Congress in Canberra en zij reisden samen verder naar Papoea-Nieuw-Guinea. Daarna begon ze aan haar biologiestudie. In 1975 bezocht ze, voor het eerst na de ramp, weer Peru en het natuurreservaat dat ook als een onderzoekstation fungeerde. Daarna ging zo nog een paar keer naar Peru. Dit ondanks dat de politieke situatie in de jaren 1980 in Peru onrustig was door het optreden van het Lichtend Pad. Ze besloot om tropische dagvlinders te bestuderen die leven van aas en uitwerpselen en koos dat als onderwerp waarmee ze in 1983 haar doctoraal examen afrondde.
Daarna richtte ze zich, op aanraden van haar vader, op vleermuizen in Peru, een groep van vleermuizen waartoe ook de bloedzuigende vampiervleermuizen behoren. In 1983 verhuisde ze van Kiel naar München waar ze promotie-onderzoek ging doen naar deze zoogdieren. Ze schreef hierover artikelen en in 1987 promoveerde ze. In 1989 trouwde ze met Erich Diller.

### Het onderzoekstation en het oerwoudreservaat
Het laatste hoofdstuk "Die Zukunft fest im Auge" gaat over haar plannen met het onderzoekstation en het natuurreservaat. Tot aan zijn overlijden in 2000 bleef Julianes vader, Hans-Wilhelm Koepcke doctoraalstudenten en promovendi stimuleren om biologisch onderzoek te doen in Panguana. In de periode 1968 tot 2000 verschenen meer dan 100 wetenschappelijke publicaties van onderzoek dat daar is uitgevoerd. Na 2000 ging het beheer over naar de Peruaan Carlos Aquiles Vásquez Módena, bijgenaamd Moro. Hij was als man van 20 al in 1968 nauw betrokken bij de oprichting van het project en had een veehouderij in de buurt. Juliane was na de dood van haar vader vast van plan het project voort te zetten. In 2008 kon dankzij sponsoring door de Münchener firma de Die Hofpfisterei GmbH 700 hectare bos extra worden aangekocht. In 2010 reisde Juliane naar Peru om dit administratief in orde te maken. In 2011 gaf de Peruaanse overheid Panguana een officiële status als natuurgebied in particulier bezit.

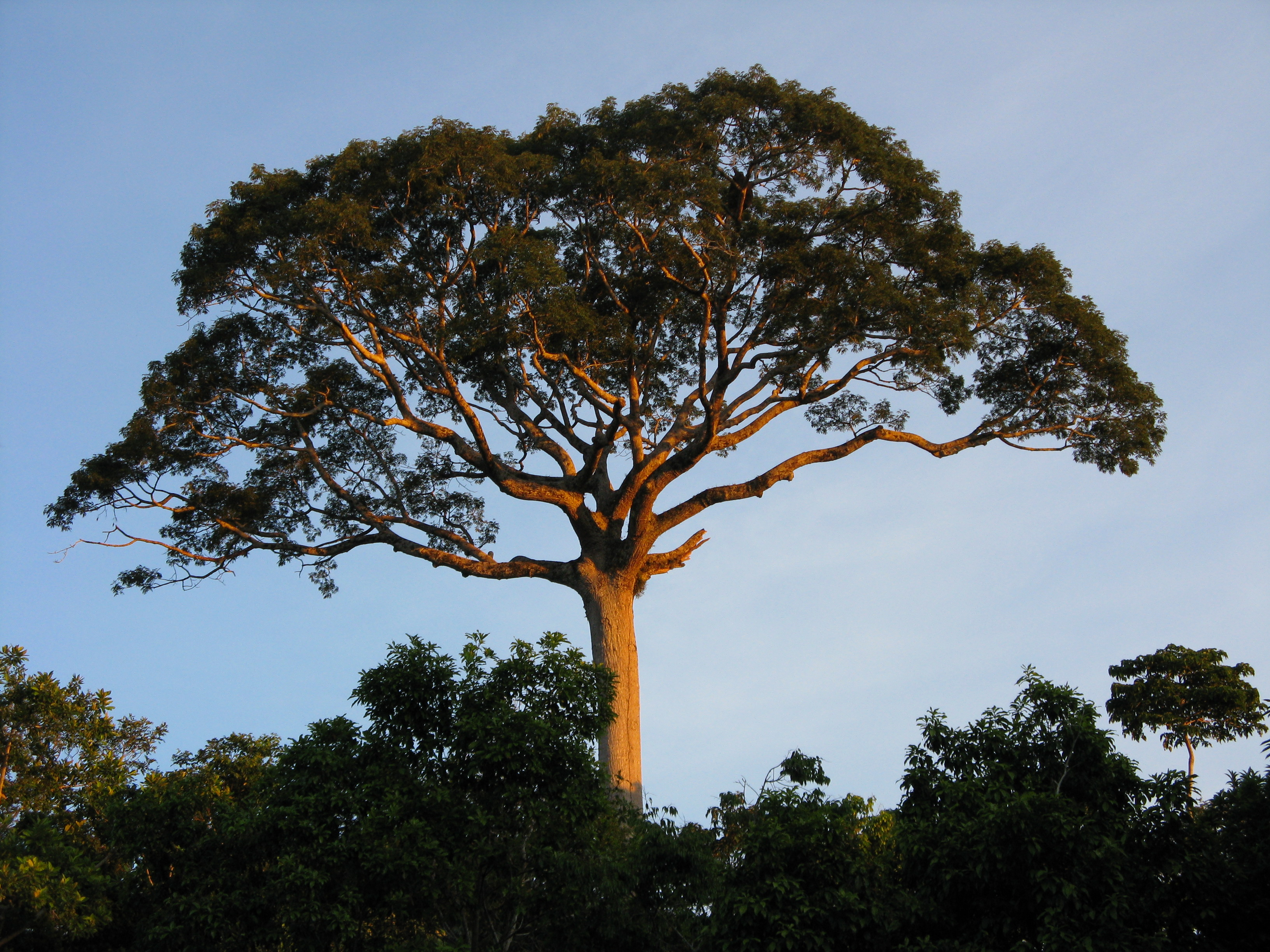
Een grote kapokboom (Ceiba pentandra), het symbool van het onderzoekstation Panguana
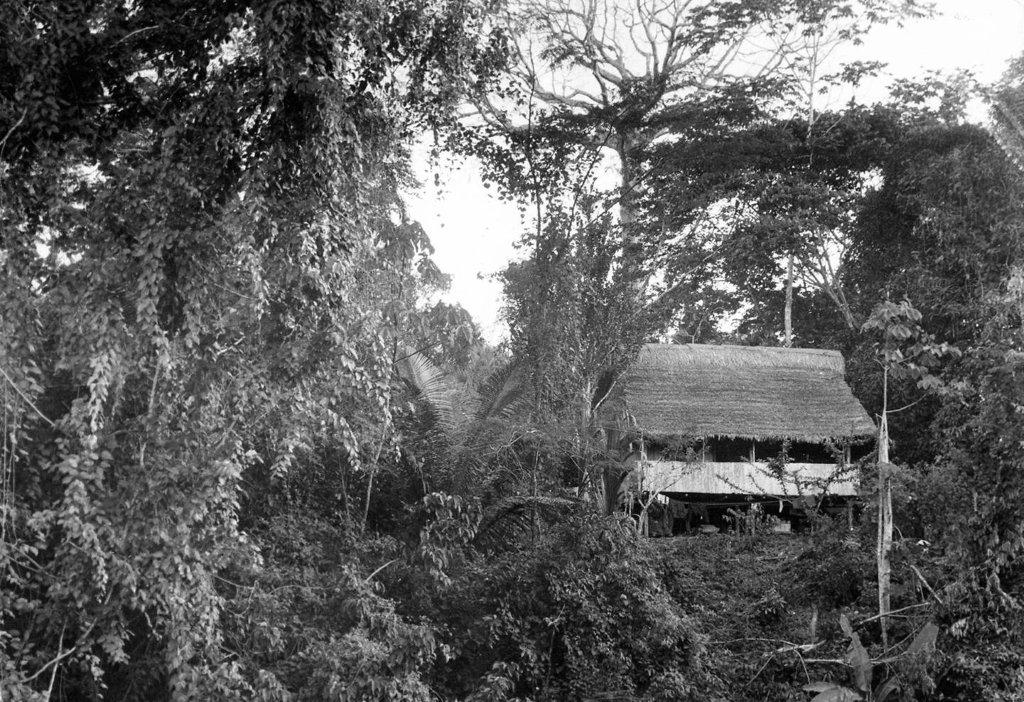
Het onderzoekstation anno 1971
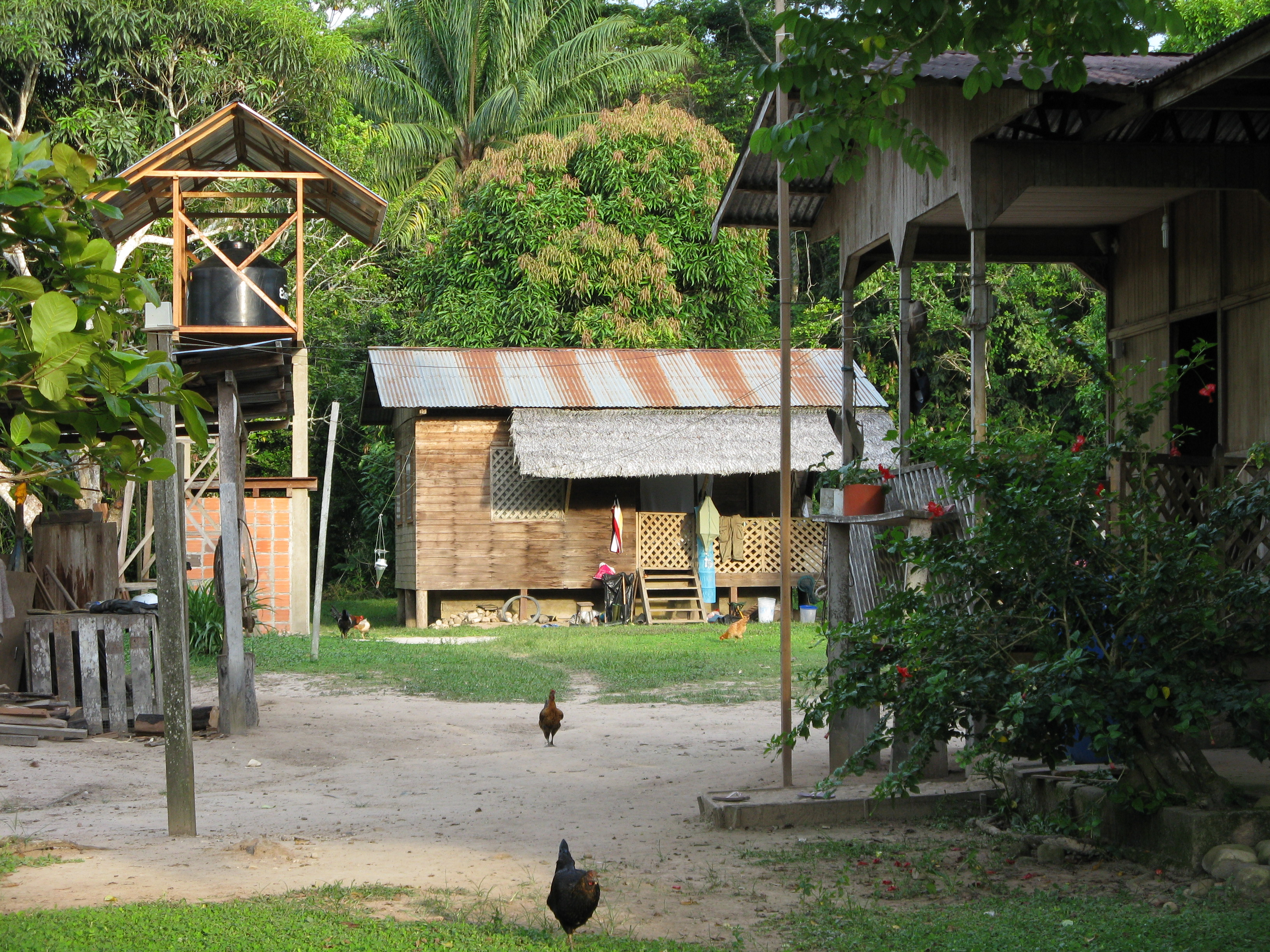
Het onderzoekstation anno 2008
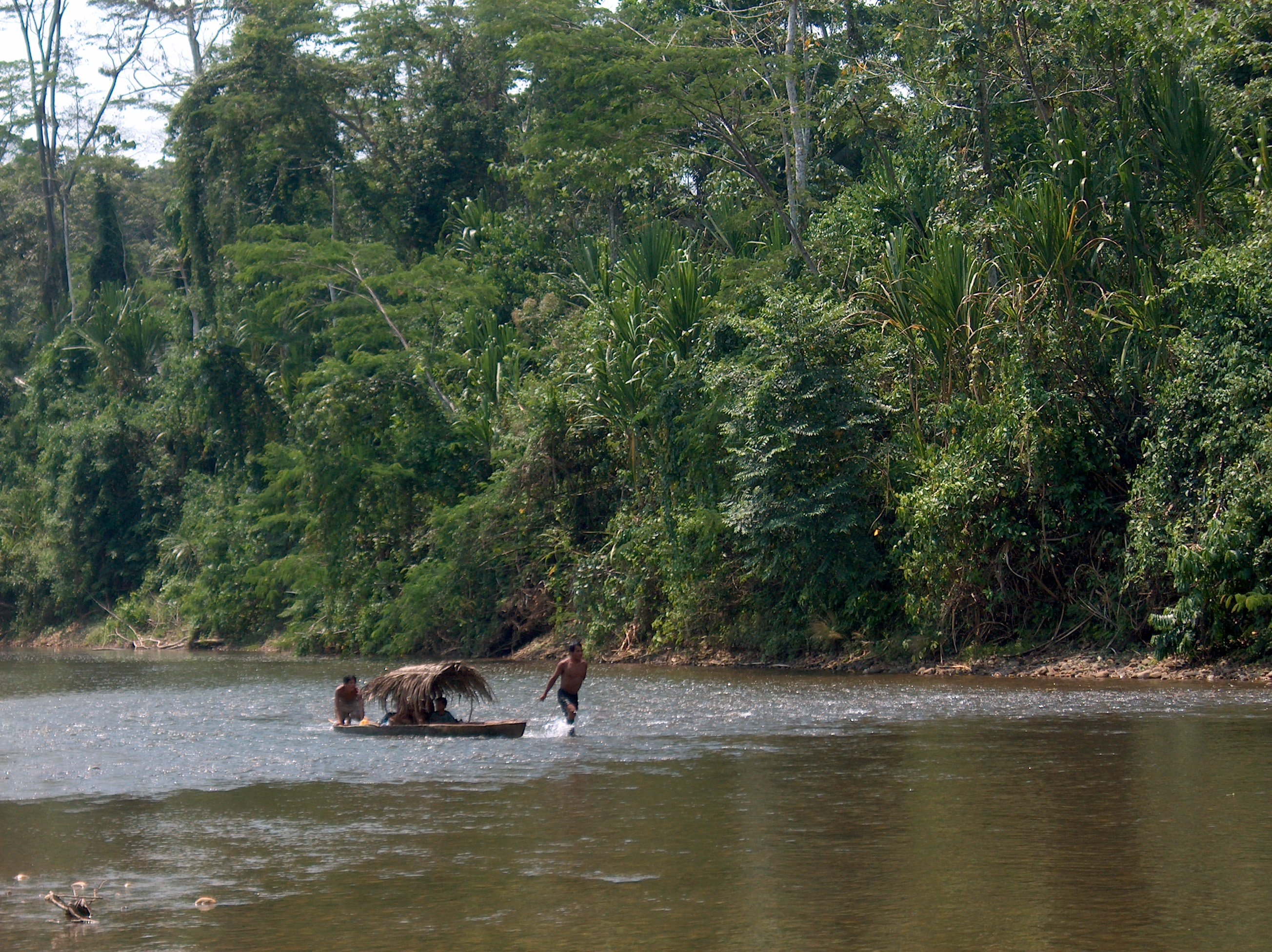
Rivier in de buurt van Panguana